# 界首镇 (兴安县)
界首镇，是中华人民共和国广西壮族自治区桂林市兴安县下辖的一个乡镇级行政单位。2019年被评为中国文化百强镇。

## 行政区划
界首镇下辖以下地区：
界首镇街道社区、界首村、石门村、大洞村、城东村、合家村、百里村、宝峰村、和平村、五一村、兴田村和苏家村。